# Markus Fernaldi Gideon

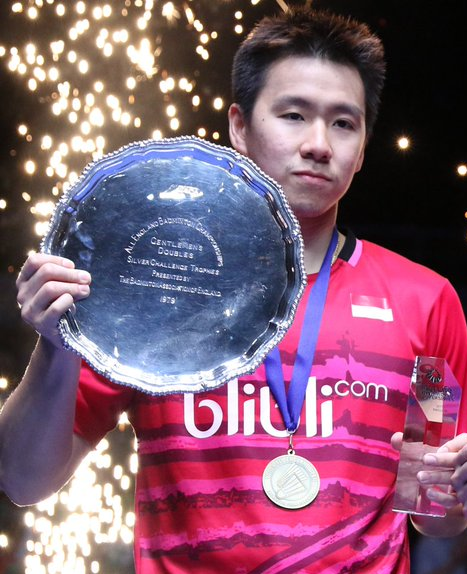
Gideon gewann die All England Super Series 2017.

Markus Fernaldi Gideon (* 9. März 1991 in Jakarta) ist ein indonesischer Badmintonspieler.

## Karriere
Markus Fernaldi Gideon stand 2010 im Viertelfinale der Malaysia International gemeinsam mit Christopher Rusdianto. 2011 kämpfte er sich mit seinem neuen Partner Agripina Prima Rahmanto ins Viertelfinale der Indonesia International und des Indonesia Open Grand Prix Gold vor. Mit ihm konnte er auch seine ersten internationalen Turniersiege im Herrendoppel bei den Singapur International 2011 und den Iran Fajr International 2012 einfahren.